# Admontia
Admontia is een geslacht van vliegen (Brachycera) uit de familie van de sluipvliegen (Tachinidae). De wetenschappelijke naam van het geslacht is voor het eerst geldig gepubliceerd in 1889 door Brauer & Bergenstamm.

## Soorten
- A. badiceps Reinhard, 1958
- A. blanda (Fallen, 1820)
- A. cepelaki (Mesnil, 1961)
- A. continuans Strobl, 1910
- A. degeerioides (Coquillett, 1895)
- A. dubia Curran, 1927
- A. duospinosa (West, 1925)
- A. grandicornis (Zetterstedt, 1849)
- A. maculisquama (Zetterstedt, 1859)
- A. nasoni Coquillett, 1895
- A. offella Reinhard, 1962
- A. pergandei Coquillett, 1895
- A. podomyia Brauer & Bergenstamm, 1889
- A. pollinosa Curran, 1927
- A. pyrenaica Tschorsnig & Pujade, 1997
- A. seria (Meigen, 1824)
- A. stackelbergi (Mesnil, 1963)
- A. tarsalis Coquillett, 1898
- A. washingtonae (Coquillett, 1895)